# Vincent de Danemark
Le prince Vincent de Danemark, né le 8 janvier 2011 à Copenhague (Danemark), est un membre de la famille royale danoise. Second fils de Frederik X, roi de Danemark, et de son épouse la reine Mary, il occupe la troisième place dans l'ordre de succession au trône de Danemark.

## Biographie

### Naissance et famille
Le prince Vincent de Danemark naît le 8 janvier 2011 à Rigshospitalet au centre de Copenhague.
Il a un frère aîné, le prince Christian, une sœur aînée, la princesse Isabella et une sœur jumelle, la princesse Josephine.

### Prénoms
Les prénoms du jeune prince, révélés lors de son baptême font référence à ses origines françaises (Vincent), au prénom de son père (Frederik), aux liens unissant le Danemark et le Groenland (Minik) et à des membres de sa famille maternelle (Alexander).

### Baptême et parrains
Il est le frère jumeau de la princesse Josephine, baptisée comme lui le 14 avril 2011 dans l'église de Holmen. Ses parrains et marraines sont son oncle maternel, John Stuart Donaldson, le roi Felipe VI, le prince Gustave de Sayn-Wittgenstein-Berlebourg, le comte Michael Ahlefeldt-Laurvig-Bille, la baronne Helle Reedtz-Thott et Caroline Heering (dame d'honneur de la reine Mary).

## Titulature et décorations

### Titulature
- depuis le 8 janvier 2011 : Son Altesse Royale le prince Vincent de Danemark, comte de Monpezat (naissance).

### Décoration nationale
- Chevalier de l'ordre de l'Éléphant (Danemark), le 14 janvier 2024 avec remise des insignes prévue le jour de sa majorité en 2029[4].